# امیلیو کاستلار
امیلیو کاستلار (انگلیسی: Emilio Castelar؛ ۷ سپتامبر ۱۸۳۲ – ۲۵ مهٔ ۱۸۹۹) یک سیاست‌مدار اهل اسپانیا بود. 